# Bruce Davidson (fotógrafo)
Bruce Davidson es un fotógrafo estadounidense nacido en Oak Park, Illinois en 1933. Estudió fotografía en el Rochester Institute of Technology a comienzos de los años cincuenta y luego continúo sus estudios en la universidad de Yale. Ha sido miembro de la Agencia Magnum desde 1958. Sus fotografías tratan sobre los diferentes grupos sociales y algunos trabajos, como el referido a Harlem, han sido ampliamente exhibidos y publicados en numerosos libros. 